# براد هارمان
براد هارمان (بالإنجليزية: Brad Harman)‏ هو لاعب كرة قاعدة أسترالي، ولد في 19 نوفمبر 1985 في ملبورن في أستراليا.

## وصلات خارجية
- براد هارمان على موقع دوري كرة القاعدة الرئيسي (الإنجليزية)
- براد هارمان على موقع دوري أستراليا لكرة القاعدة (الإنجليزية)
- براد هارمان على موقعبيزبول رفرنس.كوم (الدوري الرئيسي) (الإنجليزية)
- براد هارمان على موقعبيزبول رفرنس.كوم (الدوري الثانوي) (الإنجليزية)
- براد هارمان على موقع إي إس بي إن.كوم (أم.أل.بي) (الإنجليزية)
- براد هارمان على موقع مشجعي الرسوم البيانية (الإنجليزية)